# Bagahi (Parsa)
Bagahi (nep. बगही) – gaun wikas samiti w środkowej części Nepalu w strefie Narajani w dystrykcie Parsa. Według nepalskiego spisu powszechnego z 2001 roku liczył on 760 gospodarstw domowych i 4964 mieszkańców (2388 kobiet i 2576 mężczyzn).